# Mickey 3D
Mickey 3D — французская рок-группа из города Сент-Этьен, основанная в 1997 году, когда Mickaël Furnon, известный как Mickey, и Aurélien Joanin (Jojo) отделились от местной группы 3Dk. Они пользовались поддержкой местной группы Louise Attaque, играя на её концертах.

## Альбомы
- Первые демозаписи: Le Souffle court (1996) ; Mickey 3d (1997) ; L’Amour (1998)
- 1999: Mistigri Torture (переиздание Virgin ы 2000)
- 2001: La Trêve
- 2003: Tu vas pas mourir de rire
- 2004: Live à Saint-Étienne
- 2005: Matador

## Синглы
- 2000: «La France a peur»
- 2001: «Tu dis mais ne sais pas»
- «Jeudi pop pop»
- 2002: «Ma grand-mère»
- 2003: «Respire»
- «Yalil (La fin des haricots)»
- «Ça m'étonne pas»
- 2004: «Johnny Rep»
- 2005: «Matador»
- «Les Mots»
- 2006: «La Mort du peuple»

## Награды
- 2003: Prix Constantin
- 2004: Victoires de la musique
  - Награда за лучший альбом года Tu vas pas mourir de rire.
  - Награда за лучший видеоклип года Respire.
  - Награда за песню года Respire.